# Notre-Dame-du-Thil
Pour les articles homonymes, voir Notre-Dame et Thil.
Notre-Dame-du-Thil est une ancienne commune française  du département de l'Oise, en région Hauts-de-France. Elle fait partie de la commune de Beauvais depuis 1943.

## Toponymie
Anciennes mentions : Duthil-la-Montagne (nom révolutionnaire), Duthil (1793), Duthil-Notre-Dame (1801).

## Histoire
Le 19 février 1943, la commune de Notre-Dame-du-Thil est rattachée à celle de Beauvais.

## Démographie
| 1793 | 1800 | 1806 | 1821 | 1831  | 1836  |
| ---- | ---- | ---- | ---- | ----- | ----- |
| 942  | 939  | 995  | 977  | 1 028 | 1 069 |

| 1841  | 1846  | 1851  | 1856  | 1861  | 1866  |
| ----- | ----- | ----- | ----- | ----- | ----- |
| 1 386 | 1 430 | 1 396 | 1 525 | 1 594 | 1 450 |

| 1872  | 1876  | 1881  | 1886  | 1891  | 1896  |
| ----- | ----- | ----- | ----- | ----- | ----- |
| 1 387 | 1 618 | 1 790 | 1 875 | 1 701 | 1 900 |

| 1901  | 1906  | 1911  | 1921  | 1926  | 1931  |
| ----- | ----- | ----- | ----- | ----- | ----- |
| 1 927 | 1 858 | 1 768 | 1 708 | 1 735 | 1 656 |

| 1936  | - | - | - | - | - |
| ----- | - | - | - | - | - |
| 1 647 | - | - | - | - | - |

## Lieux et monuments
- Église
- Chapelle funéraire

## Personnalités liées
- René Binet, professeur et traducteur
- Jean-Pierre Danjou, homme politique